# Alfonso Boekhoudt
Juan Alfonso Boekhoudt (* 27. Januar 1965 auf Aruba) ist ein arubanischer Politiker der Arubaanse Volkspartij (AVP). Zwischen 2013 und 2016 war er Bevollmächtigter Minister für Aruba. Seit Januar 2017 hat er das Amt des Gouverneurs des Landes Aruba im Königreich der Niederlande inne.

## Biografie
Boekhoudt wurde 1965 auf der Karibikinsel Aruba geboren. In den 1980er-Jahren ging er in die europäischen Niederlande, wo er zunächst an der Hochschule in Eindhoven Betriebswirtschaft studierte. Im Anschluss schloss er in Enschede ein Studium im Bereich Staatliches Rechnungswesen ab. Ab 1991 gehörte er für drei Jahre zum Stab des Bevollmächtigten Ministers für Aruba in Den Haag, wo er für Bildungs- und Wirtschaftsfragen zuständig war. Insbesondere beschäftigte er sich in dieser Zeit mit der Akquise potenzieller Investoren für arubanische Wirtschaftsprojekte. 1994 kehrte Boekhoudt in die Karibik zurück, wo er zunächst als Finanzdirektor und später als Geschäftsführer eines Import-/Exportunternehmens auf den Inseln Curaçao, Bonaire und San Andrés tätig war. Nach einem kurzen Zwischenspiel als Geschäftsführer einer Pharmazeutikfirma auf Curaçao leitete er zwischen 2005 und 2013 die Aruba Ports Authority, die für die Verwaltung der beiden kommerziellen Häfen der Insel zuständig ist. Des Weiteren war er einige Zeit Vorsitzender des arubanischen Roten Kreuzes.
Im Jahr 2013 kehrte Boekhoudt in die Politik zurück und erhielt den Posten des Bevollmächtigten Ministers für Aruba, der die Belange der Insel im Ministerrat des Königreichs der Niederlande vertritt. Schwerpunkte seiner Arbeit waren nach eigenen Angaben unter anderem die Positionierung Arubas als „Drehscheibe“ zwischen Europa und Lateinamerika und die Unterstützung der arubanischen Regierung bei der Umsetzung von Beschlüssen, die zu mehr Umweltbewusstsein und Nachhaltigkeit auf der Insel führen sollten. Im Jahr 2016 schlug ihn der niederländische Innenminister Ronald Plasterk als Nachfolger des scheidenden arubanischen Gouverneurs Fredis Refunjol vor. Der Vorschlag brachte Plasterk in Konflikt mit Arubas Ministerpräsident Mike Eman, der die Ernennung seines damaligen Finanzministers Angel Bermudez favorisiert hatte. Nachdem Boekhoudt die Nominierung durch Plasterk akzeptiert hatte, entzog ihm Emans Regierung offiziell das Vertrauen und zwang ihn, zum 1. November 2016 als Bevollmächtigter Minister zurückzutreten. In einem Brief an den niederländischen Ministerpräsidenten Mark Rutte beschwerte sich Eman, dass eigentlich nur der Ministerrat Arubas Kandidaten für einen neuen Gouverneur benennen dürfe. Nach einer Einigung zwischen Plasterk und Eman am 18. Oktober 2016 blieb Boekhoudt weiterhin designierter Gouverneur. Seine erste sechsjährige Amtszeit begann planmäßig am 1. Januar 2017.